# What Do You Want from Me?
What Do You Want from Me? è un brano del gruppo tedesco Cascada, rilasciato come secondo singolo dal loro secondo album, Perfect Day. Il singolo in Germania fu pubblicato il 7 maggio 2008, nel resto del mondo fu reso disponibile il 4 giugno 2008.

## Scrittura e pubblicazione
Il brano fu scritto a sei braccia dai produttori Yanou e DJ Manian, e da Tony Cornelissen. Questo brano ha una struttura di accordi simile a quella di Everytime we Touch. Il singolo fu messo online in anteprima poco prima della pubblicazione del nuovo album, Perfect Day. Il nome originale della canzone era Tell Me Why, cambiato in seguito da Yanou. Nel tardo 2007 la casa discografica "All Around The World" ha dichiarato che What do You Want from Me? sarebbe stato il singolo successivo a What Hurts the Most.

## Tracce

### CD Singolo
Tedesco
1. What Do You Want From Me (Radio Edit) 2:50
2. What Do You Want From Me (Extended Mix) 4:46
3. What Do You Want From Me (S & H Project Radio Edit) 3:34
4. What Do You Want From Me (DJ Gollum Radio Edit) 3:35

Inglese
1. What Do You Want From Me (Radio Edit) 2:50
2. What Do You Want From Me (K-Klass Classic Radio Edit) 3:34
3. What Do You Want From Me (Original/Extended Mix) 4.44
4. What Do You Want From Me (Hypasonic Mix) 6:07
5. What Do You Want From Me (K-Klass Mix) 6:28
6. What Do You Want From Me (Manox Remix) 6:02
7. What Do You Want From Me (Fugitive's Freedom Mix) 3:57

### Tutti i Mix
- What Do You Want From Me (Radio Edit) - 2:50
- What Do You Want From Me (Extended Mix) - 4:46
- What Do You Want From Me (K-Klass Remix) - 6:28
- What Do You Want From Me (K-Klass Radio Edit) - 3:34
- What Do You Want From Me (Flip and Fill Remix) - 6:07
- What Do You Want From Me (Hypasonic Remix) - 6:07
- What Do You Want From Me (Fugitives Freedom Remix) - 5:22
- What Do You Want From Me (Manox Remix) - 6:02
- What Do You Want From Me (Manox Radio Edit) - 3:31
- What Do You Want From Me (Fugitives Freedom Radio Edit) - 3:57
- What Do You Want From Me (Ti-Mo Vs Stefan Rio Remix) - 5:08
- What Do You Want From Me (Ti-Mo Vs Stefan Rio Radio Edit) - 3:43
- What Do You Want From Me (DJ Cyrus Remix) - 5:35
- What Do You Want From Me (DJ Cyrus Radio Edit) - 3:33
- What Do You Want From Me (Club Mix) - 4:59
- What Do You Want From Me (Alex K Remix) - 4:20
- What Do You Want From Me (Original Mix) - 4:44
- What Do You Want From Me (S & H Project Radio Edit) - 3:34
- What Do You Want From Me (S & H Project Remix) - 5:47
- What Do You Want From Me (DJ Gollum Radio Edit) - 3:35
- What Do You Want From Me (DJ Gollum Remix) - 5:24
- What Do You Want From Me (Basslovers United Radio Edit) - 3:40

## Classifiche
| Classifica (2006-2007)             | Posizione massima |
| ---------------------------------- | ----------------- |
| Ö3 Austria Top 40                  | 50                |
| Euro Top 100                       | 95                |
| German Media Control AG            | 54                |
| Olanda Top 100                     | 89                |
| IFPI                               | 54                |
| U.S. Billboard Global Dance Tracks | 27                |
| UK Singles Chart                   | 51                |

## Date di pubblicazione
| Paese       | Data          | Etichetta |
| ----------- | ------------- | --------- |
| Germania    | 7 maggio 2008 | Zooland   |
| Regno Unito | 4 giugno 2008 | AATW      |